# Nitrianske Hrnčiarovce
Nitrianske Hrnčiarovce este o comună slovacă, aflată în districtul Nitra din regiunea Nitra. Localitatea se află la altitudinea de 204 m deasupra n.m., se întinde pe o suprafață de 9,95 km2 și în 2017 număra 2.083 de locuitori.
Localitatea este înfrățită cu Kőszeg.

## Istoric
Localitatea Nitrianske Hrnčiarovce este atestată documentar din 1113.

## Demografie
| An:                | 1994 | 2004    | 2014   | 2024    |
| ------------------ | ---- | ------- | ------ | ------- |
| Număr de persoane: | 1578 | 1818    | 1995   | 2412    |
| Diferență:         |      | +15,20% | +9,73% | +20,90% |

| An:                | 2023 | 2024   |
| ------------------ | ---- | ------ |
| Număr de persoane: | 2393 | 2412   |
| Diferență:         |      | +0,79% |